# Mute (film)
Mute is een Brits-Duitse neo noir-sciencefictionfilm uit 2018, geregisseerd door Duncan Jones.

## Verhaal
In de nabije toekomst leeft de stille barman Leo een somber bestaan in de straten van Berlijn. In de afgelopen 40 jaar is de metropool veranderd in een stedelijke jungle waar pure chaos heerst en niemand te vertrouwen is. Ondanks alle gevaren van de sinistere figuren die de straten van Berlijn belegeren, gaat Leo elke dag opnieuw de dystopische stad in, altijd op zoek naar de enige persoon van wie hij houdt maar die hij in tragische omstandigheden heeft verloren. Zijn grote liefde Naadirah is enige tijd geleden verdwenen en hij is nog steeds op zoek naar haar. Het enige aanwijzingspunt vindt Leo uiteindelijk terug in zijn notitieboekje dat hij ook gebruikt om zichzelf verstaanbaar te maken.

## Rolverdeling
| Acteur                         | Personage    |
| ------------------------------ | ------------ |
| Alexander Skarsgård            | Leo          |
| Paul Rudd                      | Cactus Bill  |
| Justin Theroux                 | Duck         |
| Seyneb Saleh                   | Naadirah     |
| Robert Sheehan                 | Luba         |
| Gilbert Owuor                  | Maksim       |
| Jannis Niewöhner               | Nicky Simsek |
| Robert Kazinsky                | Rob          |
| Noel Clarke                    | Stuart       |
| Dominic Monaghan               | Oswald       |
| Mia-Sophie en Lea-Marie Bastin | Josie        |
| Florence Kasumba               | Tanya        |
| Anja Karmanski                 | Kathy        |
| Sam Rockwell                   | Sam Bell     |
| Laura de Boer                  | Dokter       |

## Ontvangst
De film kreeg op zowel Rotten Tomatoes als Metacritic een zeer slecht cijferrapport van de filmcritici.